# Spytko von Mahlstein

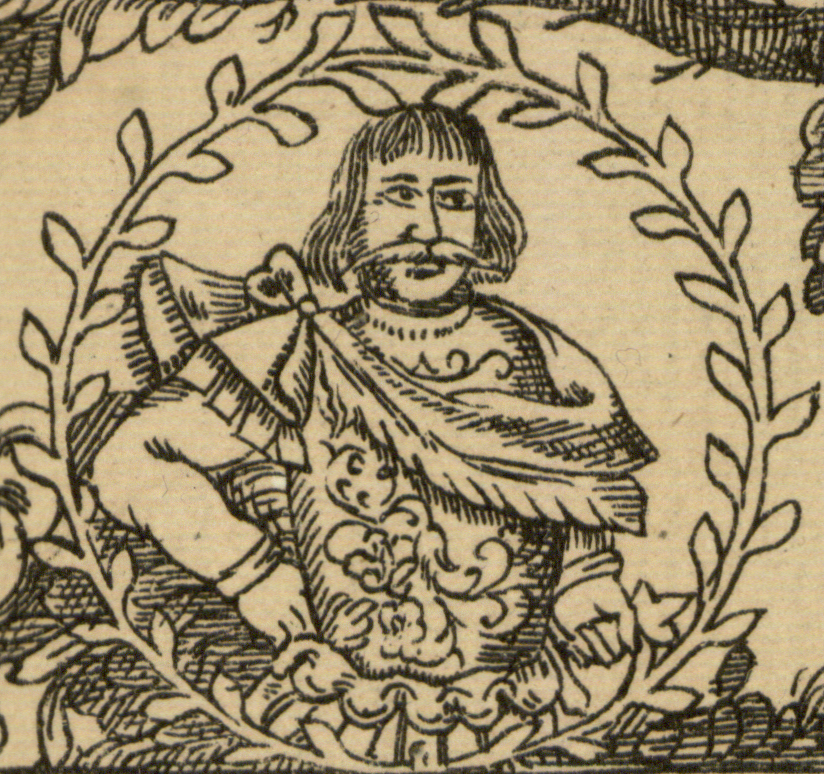
Aus dem Holzschnitt Stammbaum der Tarnowski, Melsztyński und Jarosławski

Spytko von Mahlstein, auch Spytko III von Mahlstein, der Wappengemeinschaft Leliwa (polnisch auch: Spytek III z Melsztyna oder Spytek III Melsztyński; * 1398 auf der Burg Melsztyn; † 6. Mai 1439 in Grotniki), war ein berühmter polnischer Ritter, Kastellan von Biecz und Anführer der polnischen Hussiten in der Konföderation von Korczyn. Er war Urgroßenkel des aus dem Rheinland stammenden Spycimir Leliwita.

## Leben
Spytko von Mahlstein war der Sohn von Spytko II. von Mahlstein und Elisabeth Lackfi aus Ungarn. Er schloss sich bald den polnischen Hussiten an und wurde damit nach dem Tod von Jan Szafraniec zum bedeutendsten Gegenspieler des Krakauer Bischofs und späteren Kardinals Zbigniew Oleśnicki. Zbigniew Oleśnicki gelang es darauf, den Melsztyński zahlreiche Güter um Sambir in Rotruthenien einzuziehen und den Oleśnicki sowie Odrowąż zu übergeben. Bei der Zusammenkunft der kleinpolnischen Ritterschaft 1435 in Opatów widersetzte er sich den Plänen des Bischofs, die Regentschaft für den minderjährigen König Władysław III. zu übernehmen. Zusammen mit Abraham Zbąski widersetzte er sich bei der Zusammenkunft der Ritterschaft in Piotrków den Zehnt weiter an die Kirche zu zahlen. Er unterstützte die Königin Sophie Holszańska bei ihren Plänen, ihren jüngeren Sohn Kasimir IV. Andreas mit Hilfe der Hussiten auf den böhmischen Thron zu setzen. Daraufhin verbannte ihn Zbigniew Oleśnicki aus dem Königsrat und exkommunizierte ihn. Gleichzeitig organisierte der Bischof 1439 in Nowy Korczyn die antihussitische Konföderation. Spytko von Mahlstein organisierte daraufhin eine eigene Konföderation und belagerte die Bischofstruppen in Nowy Korczyn. Letztlich verlor er jedoch viele Gefolgsleute, als die Unterstützung des polnischen Königshofs ausblieb. In der Schlacht bei Grotniki wurde er von dem Bischof geschlagen und fiel auf dem Schlachtfeld. Der Bischof verbot sein Begräbnis und ließ seinen Leichnam nackt auf dem Schlachtfeld zurück. Auf die Fürsprache seiner Witwe hob jedoch König Władysław III. die Beschlüsse des Bischofs auf und Spytko von Mahlstein erhielt ein Begräbnis sowie seine Nachfahren seine Güter zurück. Sein Sohn war Spytko IV. von Mahlstein.